# (8234) Nobeoka
(8234) Nobeoka est un astéroïde de la ceinture principale.

## Description
(8234) Nobeoka est un astéroïde de la ceinture principale. Il fut découvert le 3 novembre 1997 à Geisei par Tsutomu Seki. Il présente une orbite caractérisée par un demi-grand axe de 2,87 UA, une excentricité de 0,01 et une inclinaison de 1,7° par rapport à l'écliptique.

## Compléments